# Klaus Hagemann
Klaus Hagemann (* 31. Dezember 1947 in Wölkau, Landkreis Merseburg) ist ein deutscher Politiker (SPD). Zwischen 2009 und 2013 war er Vorsitzender des Unterausschusses zu Fragen der Europäischen Union des Haushaltsausschusses des Deutschen Bundestages.

## Leben und Beruf
Nach dem Abitur 1967 am Elisabeth-Langgässer-Gymnasium (damals: Knabengymnasium) in Alzey absolvierte Hagemann bis 1970 ein Studium an der Erziehungswissenschaftlichen Hochschule Worms für das Lehramt an Grund- und Hauptschulen. Anschließend war er von 1971 bis 1987 als Lehrer in Mettenheim und Westhofen tätig.
Klaus Hagemann ist verheiratet.

## Partei
Er ist seit 1966 Mitglied der SPD und war lange Jahre Vorsitzender des SPD-Unterbezirks Alzey-Worms.

## Abgeordneter
Hagemann gehört seit 1979 dem Kreistag des Landkreises Alzey-Worms an. Daneben war er von 1974 bis 1994 und ist er erneut seit 2004 Mitglied des Stadtrates der Stadt Osthofen.
Von 1994 bis 2013 war Klaus Hagemann Mitglied des Deutschen Bundestages und dort von 2002 bis 2005 stellvertretender Vorsitzender des Petitionsausschusses. Ab November 2005 war er stellvertretender Sprecher der Arbeitsgruppe Petitionen der SPD-Bundestagsfraktion und außerdem stellvertretender Vorsitzender des Unterausschusses zu Fragen der Europäischen Union des Haushaltsausschusses. Seit der Bundestagswahl 2009 fungierte er, neben seiner Tätigkeit als Hauptberichterstatter für den Haushalt des Bundesministeriums für Bildung und Forschung im Haushaltsausschuss, als Vorsitzender des Unterausschusses zu Fragen der Europäischen Union sowie als Sprecher der SPD-Bundestagsfraktion im Petitionsausschuss.
Klaus Hagemann ist stets als direkt gewählter Abgeordneter des Wahlkreises Worms in den Bundestag eingezogen. Bei der Bundestagswahl 2005 erreichte er hier 45,8 % der Erststimmen. Bei der Bundestagswahl 2009 konnte er sich knapp mit 37,6 % der Erststimmen gegen den CDU-Kandidaten Ludwig Tauscher (36,0 %) durchsetzen und war damit neben Gustav Herzog der einzige direkt gewählte Abgeordnete der SPD aus Rheinland-Pfalz im Bundestag. Bei der Bundestagswahl 2013 trat er nicht mehr an.

## Öffentliche Ämter
Von 1987 bis 1994 war Hagemann Bürgermeister der Stadt Osthofen.

## Gesellschaftliches Engagement
Neben seiner parlamentarischen Tätigkeit ist Hagemann Aufsichtsratsmitglied der Lebenshilfe Worms, stellvertretender Vorsitzender der Vereine „Mit Jugend gegen Drogen“ und „Projekt Gedenkstätte Osthofen“ sowie von 2003 bis 2010 Vizepräsident der THW-Bundeshelfervereinigung. 2006 wurde er zudem in das Kuratorium der Fachhochschule Worms berufen.
Er ist zudem Schirmherr der „Sozialbörse“, einem Projekt des BDKJ Worms. Die Sozialbörse ist eine Informations- und Vermittlungsstelle für soziales Engagement in Worms und Umgebung.

## Auszeichnungen und Ehrungen
12. August 2006 – Ehrenzeichen des Technischen Hilfswerks in Gold